# Askvoll (plaats)
Askvoll is een plaats in de Noorse gemeente Askvoll, provincie Vestland. Askvoll telt 591 inwoners (2007) en heeft een oppervlakte van 0,7 km².
Askvoll ligt aan de westkust van Noorwegen, een stukje ten noorden van de ingang van de Dalsfjorden. Het dorp ligt ongeveer 6 kilometer ten westen van Holmedal en ongeveer 15 kilometer ten zuiden van Stongfjorden. Het eiland Atløyna ligt een paar kilometer ten westen van Askvoll.
In het dorp staat een kerk, die gebouwd werd in 1863. Ook heeft het dorp een veerbootverbinding met Fure (aan de andere kant van de Dalsjorden) en het eiland Atløyna.